# عبد الوهاب الثقفي
عبد الوهّاب بن عبد المجيد بن الصلت هو مٌحدث ولد سنة 108 هـ، وقيل 110 هـ، وتوفي سنة 194 هـ.

## سيرته
هو عبد الوهّاب بن عبد المجيد بن الصلت بن عبيد الله بن الحكم بن أبي العاص الثقفي أبو محمد البصري.
- روى عن: حميد الطويل، وأيوب السختياني، وابن عون، وخالد الحذاء، وداود بن أبي هند دينار القشيري، وعبيد الله بن عمرو، ويونس بن عبيد، ويحيى بن سعيد الأنصاري، وجعفر بن محمد بن علي، وإسحاق بن سويد، وعبد الله بن عثمان بن خثيم، وأبي هارون العبدي، وجعفر بن محمد، وهشام بن حسان، ومالك بن دينار، وابن جريج وغيرهم.
- روى عنه: الشافعي،وأحمد بن حنبل، وإسحاق بن راهويه، ويحيى بن معين، والفلاس، وقتيبة بن سعيد، وابن مثنى، ومحمد بن يحيى العدني، وعبد الرحمن رسته، ومحمد بن يحيى الزماني، ويحيى بن حكيم، ونصر بن علي، ابنا أبي شيبة، أبو خيثمة، بندار، مسدد بن مسرهد، إبراهيم بن محمد بن عرعرة، أزهر بن جميل، عبيد الله القواريري، أبو غسان المسمعي، محمد بن عبد الله بن حوشب، الحسن بن عرفة، وآخرون.
- منزلته في الجرح التعديل: قال ابن معين: «ثقة اختلط بأخره»، وقال عقبة بن مكرم العمي: «اختلط عبد الوهاب قبل موته بثلاث سنين أو أربع»، قال محمد بن سعد البغدادي: «كان ثقة، وفيه ضعف، توفي سنة أربع تسعين ومائة». قال العقيلي: «تغير في آخر عمره». وعقّب الذهبي: «لكن ما ضره تغيره، فإنه لم يحدث زمن التغير بشيء.»[2]